# Hästholmen (vid Lillpellinge, Borgå)
Hästholmen är en ö i Finland. Den ligger i Finska viken och i kommunen Borgå i landskapet Nyland, i den södra delen av landet. Ön ligger omkring 56 kilometer öster om Helsingfors.
Öns area är 3,8 hektar och dess största längd är 320 meter i sydväst-nordöstlig riktning.